# Salix dibapha
Salix dibapha — вид квіткових рослин із родини вербових (Salicaceae).

## Морфологічна характеристика
Це кущ до 4 метрів заввишки. Гілочки чорно-коричневі, запушені в молодості, потім ± голі. Листкова ніжка 4–7 мм, запушена; листкова пластинка еліптична або еліптично-видовжена, 40–60(80) × 14–20(24) мм, абаксіально (низ) білувата, адаксіально зеленувата чи зелена, червонувата в молодості чи запушені лише жилки, край цільний, верхівка гостра чи коротко загострена. Коробочка ≈ 4 мм.

## Середовище проживання
Китай: Ганьсу, Сизанський автономний район, Юньнань. Населяє гірські схили, піщані береги, росте біля води; на висотах 2600–3100 метрів.